# Schlacke (Verbrennungsrückstand)

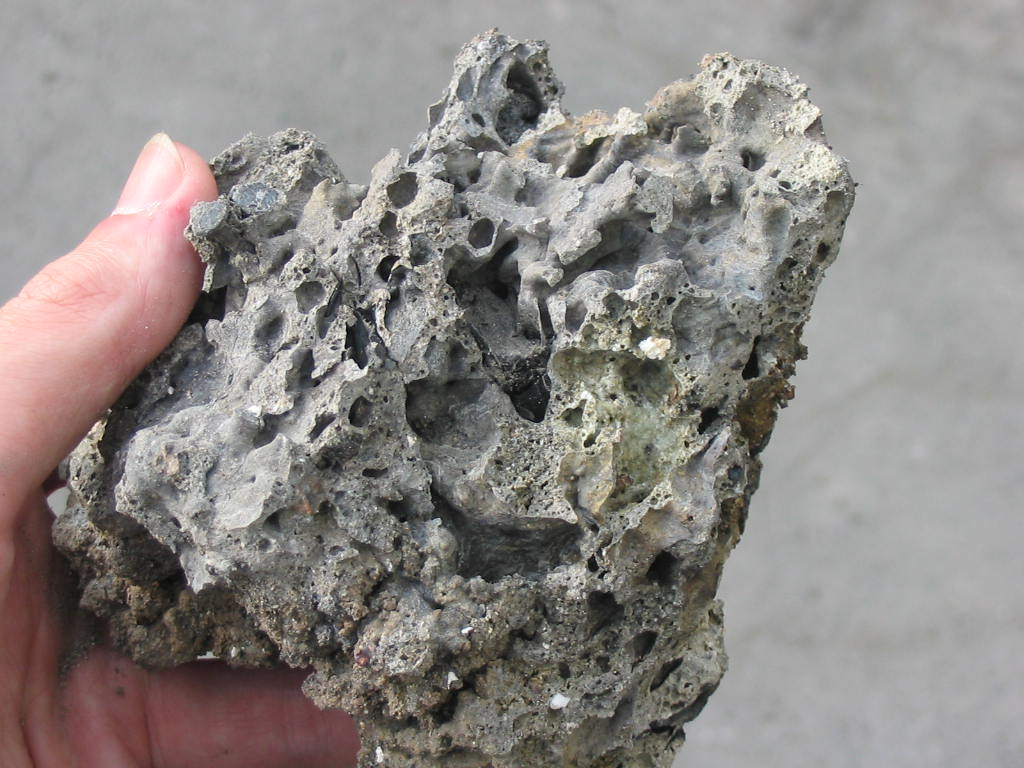
Schlacke aus einer Holzfeuerung; innen porös, überzogen mit einer harten Kruste

Als Schlacke wird in der Feuerungstechnik die Asche bezeichnet, wenn sie über ihren Erweichungspunkt erhitzt wurde, so dass sie nicht mehr in feinkörnigem oder pulvrigem Zustand vorliegt, sondern teigig oder gar (zäh-)flüssig wird.

## Schlackebildung
Da es sich bei der Asche um amorphes, keramikartiges Materialgemisch handelt, hat diese keinen scharf definierten Schmelzpunkt, sondern die Erweichung erfolgt kontinuierlich über einen weiten Temperaturbereich. Die Viskosität nimmt mit steigender Temperatur ab, die Asche wird klebrig, die feinen Aschekörner agglomerieren und versintern zu größeren Brocken, die Asche beginnt zu kriechen und schließlich sogar zu fließen.
Ähnlich wie bei anderen amorphen Stoffen, etwa der Übergangstemperatur von Glas, der Erweichungstemperatur von Bitumen oder der Erweichungstemperatur von Kunststoffen, lassen sich auch bei Asche verschiedene Kenntemperaturen definieren:
- Sintertemperatur
- Erweichungstemperatur
- Halbkugel-/ Schmelz- / Fließtemperatur

Die Messung der verschiedenen Temperaturen ist genormt, beispielsweise für Kohle in der DIN 51730 oder der ISO 540.
Der Erweichungspunkt liegt je nach Zusammensetzung der Asche zwischen etwa 900 und 1400 °C, der Sinterpunkt etwa 100 bis 200 K darunter, der Fließpunkt etwa 100 bis 200 K darüber.
Die oben genannten Temperaturen sind theoretisch nur sehr ungenau vorherzusagen, da das Schmelzverhalten des Stoffgemisches außerordentlich komplex ist. Bereits kleinste Änderungen bei den Stoffanteilen können den Erweichungspunkt stark beeinflussen, wenn das Gemisch ein Eutektikum bildet. Im Allgemeinen steigen die Temperaturen mit zunehmender Inkohlung. Einige Stoffe (etwa manche Kalium-, Aluminium-, Natrium-, Magnesium- und Siliziumverbindungen) sind dafür bekannt, dass sie den Erweichungspunkt massiv herabsetzen. Dies zeigt sich insbesondere bei halmgutartigen Biomassen (Stroh und Gras), die solche Stoffe in erhöhter Konzentration enthalten und die zu den Brennstoffen mit den niedrigsten Ascheerweichungstemperaturen gehören.

## Probleme durch Verschlackung und Gegenmaßnahmen
Beim Abkühlen erstarrt und versintert die Schlacke zu einer festen, gesteinsartigen Masse. Je nach maximaler Temperatur und Geschwindigkeit der Abkühlung kann diese porös/brüchig/krümelig bis glasartig hart sein.
Die Abkühlung und das Erstarren der Schlacke erfolgt beim Übergang aus der heißen Zone der Feuerung in die kalten Randbereiche oder in den eventuell nachgeschalteten Wärmeübertrager. Hier bilden sich Anbackungen, die den Wärmedurchgang behindern und verschlechtern und die den rauchgasseitigen Druckverlust der Feuerung erhöhen. Man spricht von „Verschlackung“ der Feuerung. Im Extremfall können sich große, gefährliche Wechten bilden, die, wenn sie letztlich abbrechen und herunterfallen, erhebliche Schäden anrichten können.
Bei Rostfeuerungen kann durch Schlacke die Bewegung des Rostes blockiert werden oder die Öffnungen für den Unterwind, also die Verbrennungsluft, die von unten durch den Rost strömt, können verklebt werden. Die Aggregate für die Ausschleusung und Förderung der Asche können durch große, harte Schlackebrocken blockiert werden, so dass Brecher vorgesehen werden müssen, die die Brocken zerkleinern. Insbesondere in Müllverbrennungsanlagen enthält der Verbrennungsrückstand neben der eigentlichen Asche auch einen hohen Anteil an inerten Fremdstoffen wie Metallschrott, Glas- und Keramikscherben, Steine etc., die sich mit der Schlacke vermischen.
Um zu verhindern, dass die Feuerung durch Asche- und Schlackeanbackungen übermäßig verschmutzt, verfügen industrielle Feuerungen und Dampfkessel normalerweise über Reinigungseinrichtungen (Rußbläser, Dampf- oder Wasserbläser-Lanzen, Klopfer/Rüttler, …) mit denen die Anbackungen im laufenden Betrieb entfernt werden können. Hier zeigt sich, dass Schlacke im Vergleich zu pulvriger Asche wesentlich schwieriger in der Handhabung ist. Sind die Anbackungen so gravierend und hart, dass sie mit den Betriebs-Reinigungseinrichtungen nicht mehr abgelöst werden können, so muss die Feuerung abgestellt werden, um die Anbackungen manuell („mit bergmännischen Methoden“) zu entfernen.
Wegen der Probleme mit Anbackungen ist die Schlackebildung bei Feuerungen normalerweise unerwünscht und es wird versucht, durch geeignete Maßnahmen (beispielsweise Rauchgasrezirkulation) die Temperatur im Feuerraum unterhalb der Ascheerweichungstemperatur zu halten.
Allein bei der Schmelzkammerfeuerung wird die Temperatur bewusst sehr hoch, über dem Schlackefließpunkt, gefahren und die Schlacke läuft an den Wänden des Feuerraums nach unten, wo die Schlacke in ein Wasserbad tropft. Durch die hohen Temperaturen entstehen aber vermehrt umweltschädliche Stickoxide, weshalb dieser Feuerungstyp in neuerer Zeit kaum noch eingesetzt wird.

## Verwertung / Entsorgung
Die Art der Verwendung bzw. Entsorgung der Schlacke richtet sich vor allem nach ihrer chemischen Zusammensetzung, insbesondere nach dem Gehalt an Gift- und Schadstoffen. Gefährlich sind dabei vor allem diejenigen Bestandteile, die nicht sicher eingebunden werden, sondern die ausgasen (→ Luftschadstoff) oder durch Regen- oder Grundwasser ausgewaschen („eluiert“) werden können (→ Wasserschadstoff).
Bestimmte Schadstoffe aus dem Brennstoff bzw. dessen Verbrennung (Schwermetalle, Dioxine, PCB, PAK, …) haben eine Tendenz, sich an Feststoffe wie die Asche/Schlacke anzulagern. Während sich organische Schadstoffe vor allem in der Flugasche finden, verbleiben Schwermetalle verstärkt in der Feuerraumasche und somit in der Schlacke.
- Schlacke mit geringem Schadstoffgehalt kann gemäß DIN EN 450 als Zuschlagstoff (Künstliche Gesteinskörnung) für nichtmetallisch-anorganische Baustoffe wie Zement, Asphalt etc. verwendet werden. Hierfür muss die Schlacke auch gewisse mechanische Eigenschaften aufweisen.
- Schlacke mit hohem Schadstoffgehalt muss deponiert werden, wobei der Schadstoffanteil über die Deponieklasse (I bis IV) entscheidet.